# Adam Legzdins
Adam Richard Legzdins (né le 28 novembre 1986 à Penkridge, Staffordshire) est un footballeur anglais. Il joue au poste de gardien de but au Dundee FC. Il est également de nationalité lettonne.

## Biographie

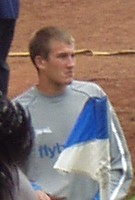
Legzdins en 2006

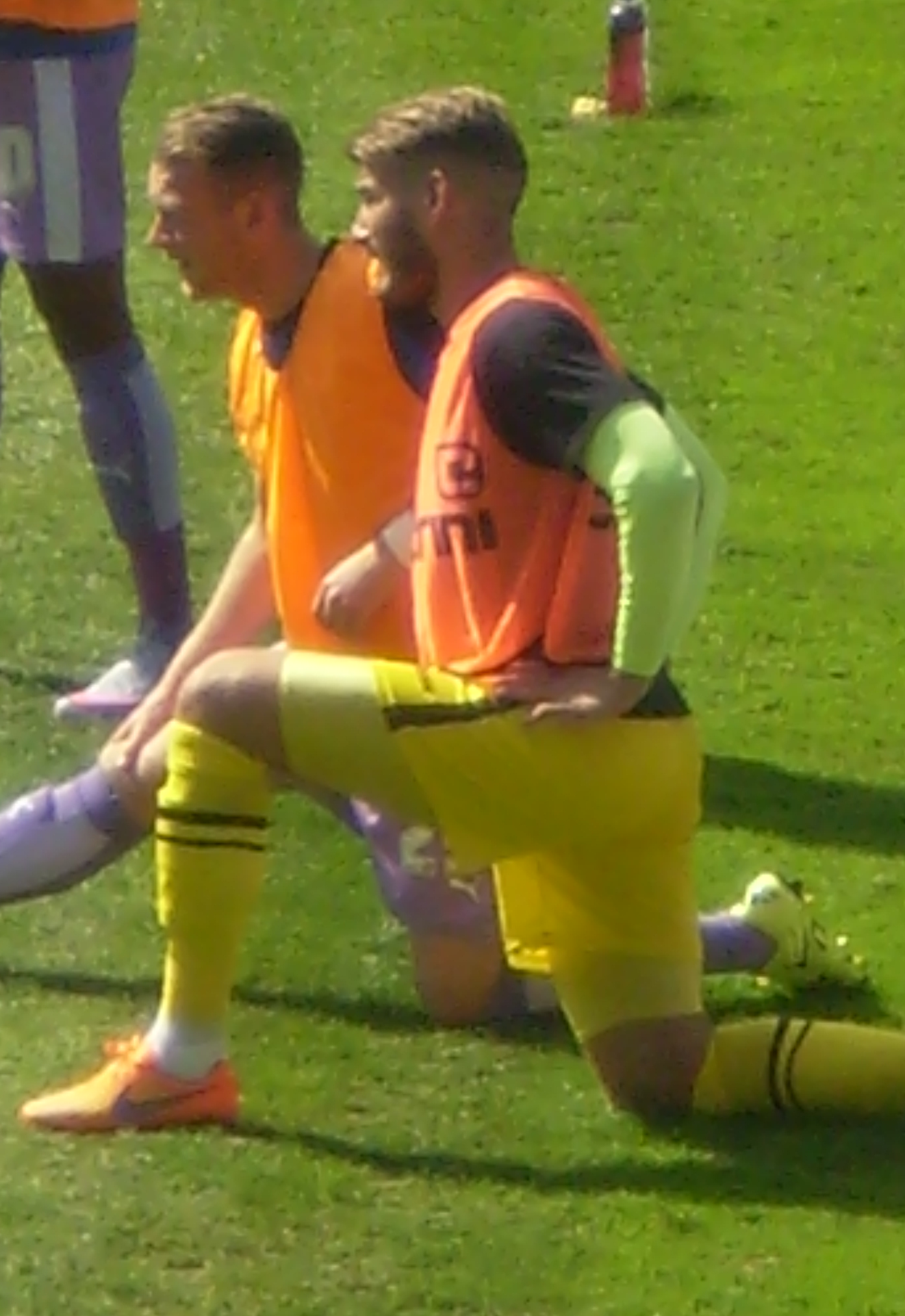
Legzdins à l'échaffuement avec Birmingham City en 2015

Le 13 juin 2014 il rejoint Leyton Orient. À l'issue de la saison 2014-15, il est libéré. 
Le 27 juin 2015, il rejoint Birmingham City.

## Palmarès
Dundee
- Champion d'Écosse de deuxième division en 2023.